# Thịt cá thu

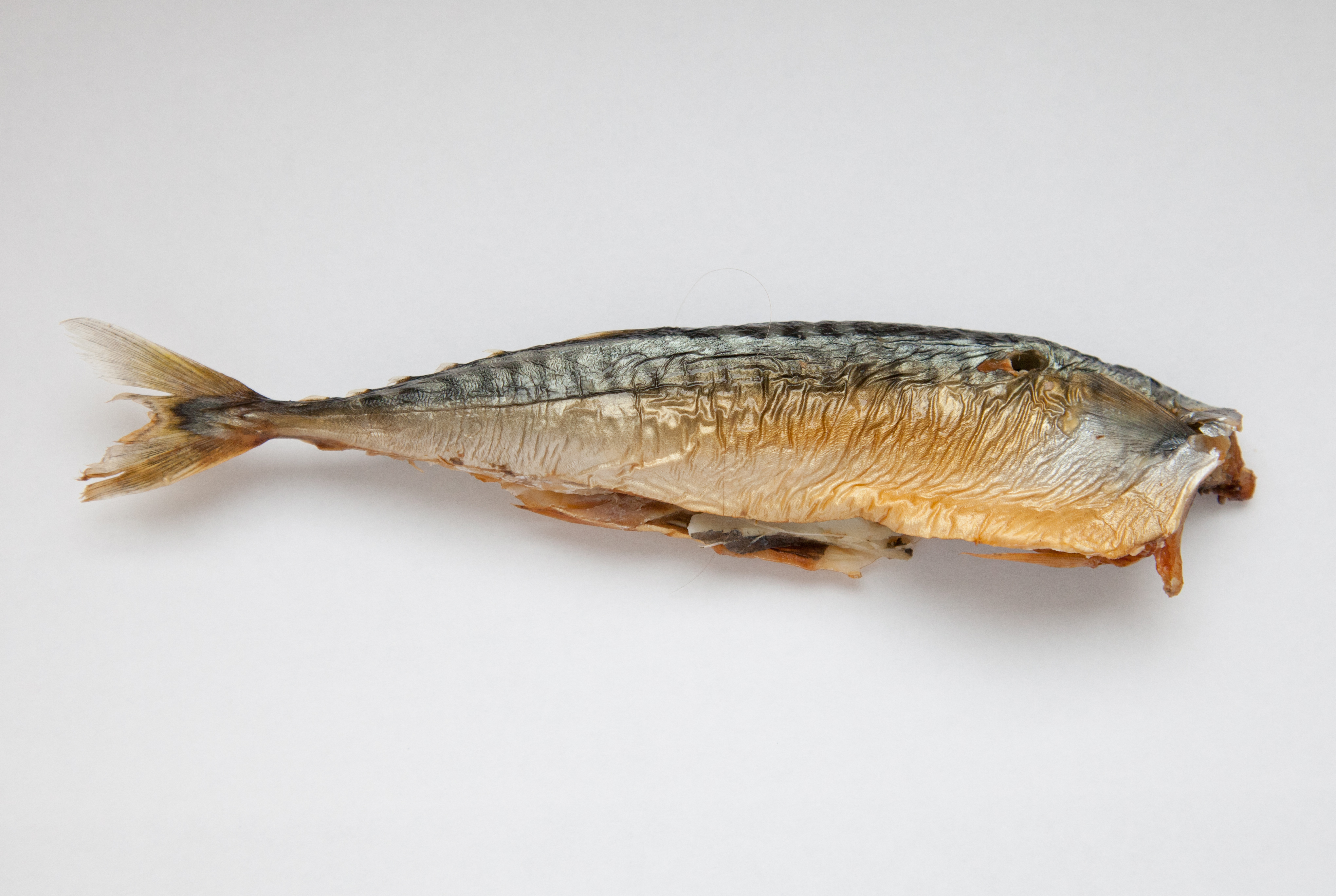
Thịt cá thu hun khói

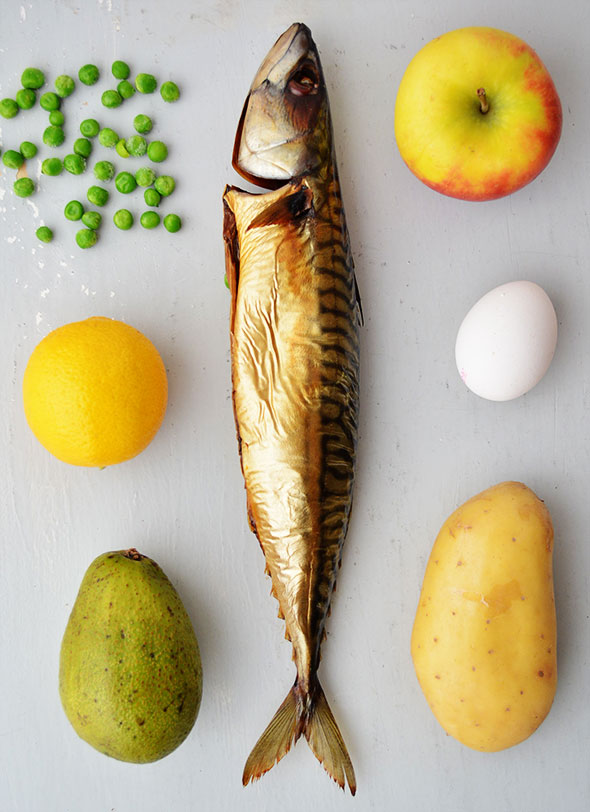
Thịt cá thu

Thịt cá thu là thịt cá (cơ cá) của các loài cá thu, chúng là nguyên liệu cho nhiều món ăn thông dụng, chẳng hạn như cá thu sốt cà khi thịt cá thu tươi, ngon, ngọt kết hợp với hương vị đậm đà của nước sốt tỏi ớt làm nên vị ngon đặc trưng. Ngoài ra còn các món phổ biến như salad cá thu, bún cá thu. Cá thu rất nhiều thịt và dầu cá đem lại giá trị kinh tế cao nên được ngư dân ưa thích đánh bắt. Câu cá thu trở thành một môn thể thao ưa thích.

## Đặc điểm
Cá thu là các loại cá biển cỡ lớn có thể dài tới 1,68 m. Đặc điểm chung của các loại cá thu là thân dài, thon, có nhiều vây nhỏ nằm sau các vây lớn ở lưng và bụng. Cá thu nếu có vẩy thì cũng rất nhỏ, mịn.

### Lợi ích
Cá thu là một trong các loại cá biển có thịt thơm ngon dễ ăn và có nguồn dinh dưỡng dồi dào như sắt, phosphor, calci, kẽm, các vitamin nhóm B và vitamin PP. Đặc biệt lượng omega-3 trong cá thu rất tốt cho sự phát triển trí não. Thịt cá thu có chứa nhiều dầu omega-3 có tác dụng rất lớn trong việc ngăn chặn sự hình thành chất prostaglasdins có liên quan đến những cơn đau khi hành kinh, đến chứng tổn thương ngực và thậm chí là ung thư vú ở phụ nữ, omega-3 trong cá thu có khả năng ngăn chặn sự phát triển của tế bào ung thư vú và phòng chữa bệnh tim mạch. Nếu ăn cá thu đều đặn thì mỗi kỳ kinh nguyệt sẽ cảm thấy nhẹ nhõm và thoải mái hơn.
Cá thu có vị ngọt, hàm lượng dinh dưỡng cao rất tốt cho sức khỏe đặc biệt là những trường hợp suy nhược cơ thể, ăn kém hoặc thiếu máu. Thịt cá thu ngon, néu biển ngày mùa được những con cá thu to tươi nguyên lại càng ngon và có giá trị. Thịt cá thu được xuất khẩu hay chế biến các món ăn như làm mắm, chả, nấu kho, lẩu, cháo gì cũng thượng hạng. Hơn thế, cá thu không chỉ ngon phần thịt, mà phần xương, đầu còn là một đặc sản, nhất là đối với những người sành ăn.

### Khuyến cáo
Tuy vậy, thịt của cá thu dễ hư thối, chóng bị phân hủy, nhất là trong môi trường nhiệt đới nóng ẩm, có thể gây ngộ độc nếu ăn phải cá ươn.Nếu không có điều kiện xử lý và bảo quản kĩ thì cá thu phải được chế biến thành thức ăn ngay trong ngày.Cũng bởi lý do này, chỉ có duy nhất cá thu xưa nay vẫn được bán ở London kể cả ngày Chủ nhật và đó cũng là loại cá duy nhất phải tẩm muối khi làm món sushi.
Thỉnh thoảng, chúng được coi là có hiện tượng phát quang do trong nước biển và trên da cá có nhiều vi khuẩn phát quang, cá làm sạch nhưng chưa nấu chín thì quần thể vi khuẩn này tiếp tục phát triển và tạo ra ánh sáng xanh nhìn thấy được khi tắt đèn. Khi nấu chín, vi khuẩn này sẽ chết và mất hiện tượng phát quang này. Ngoài ra, do cá thu là cá nước mặn, mà nước biển có độ mặn cao thường phát sáng trong đêm tối, kể cả những đêm tối không trăng chi cần khuấy động mặt nước biển là có ánh sáng phát ra, nên không riêng cá thu mà tất cả các loại cá biển chứa nước biển nhiều điều phát sáng trong đêm tối. Ngoài ra do hàm lượng thủy ngân trong các loại cá thu cao nên có thể dẫn đến phát sáng.

## Hình ảnh

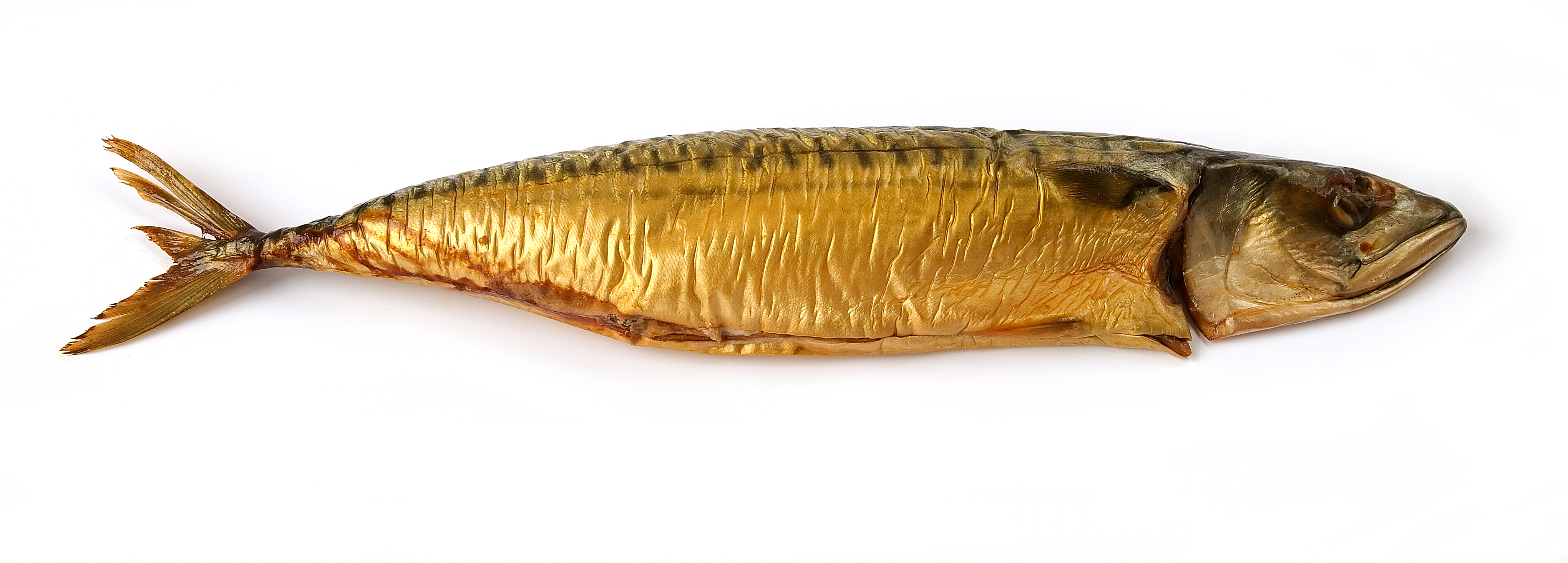
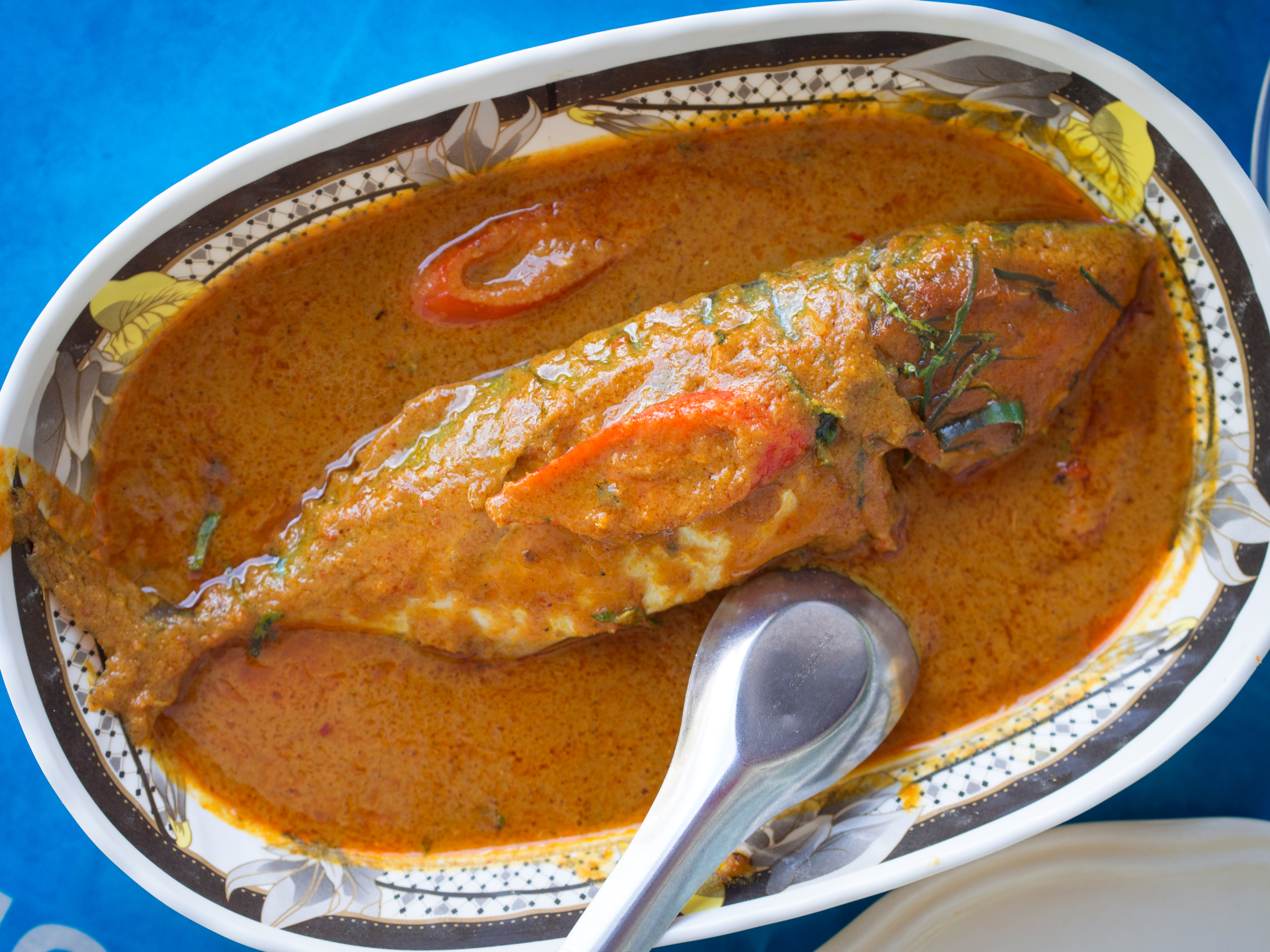
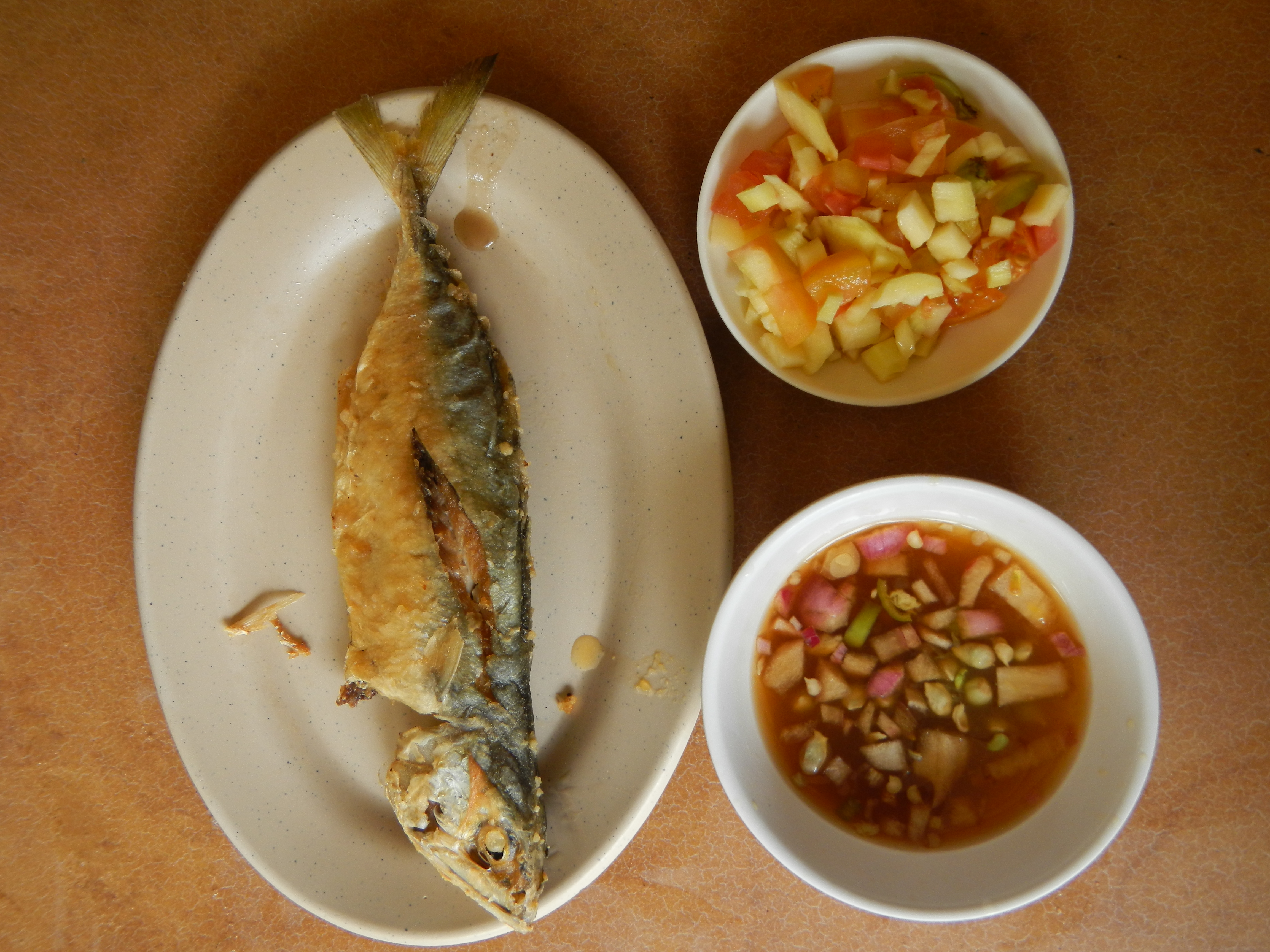
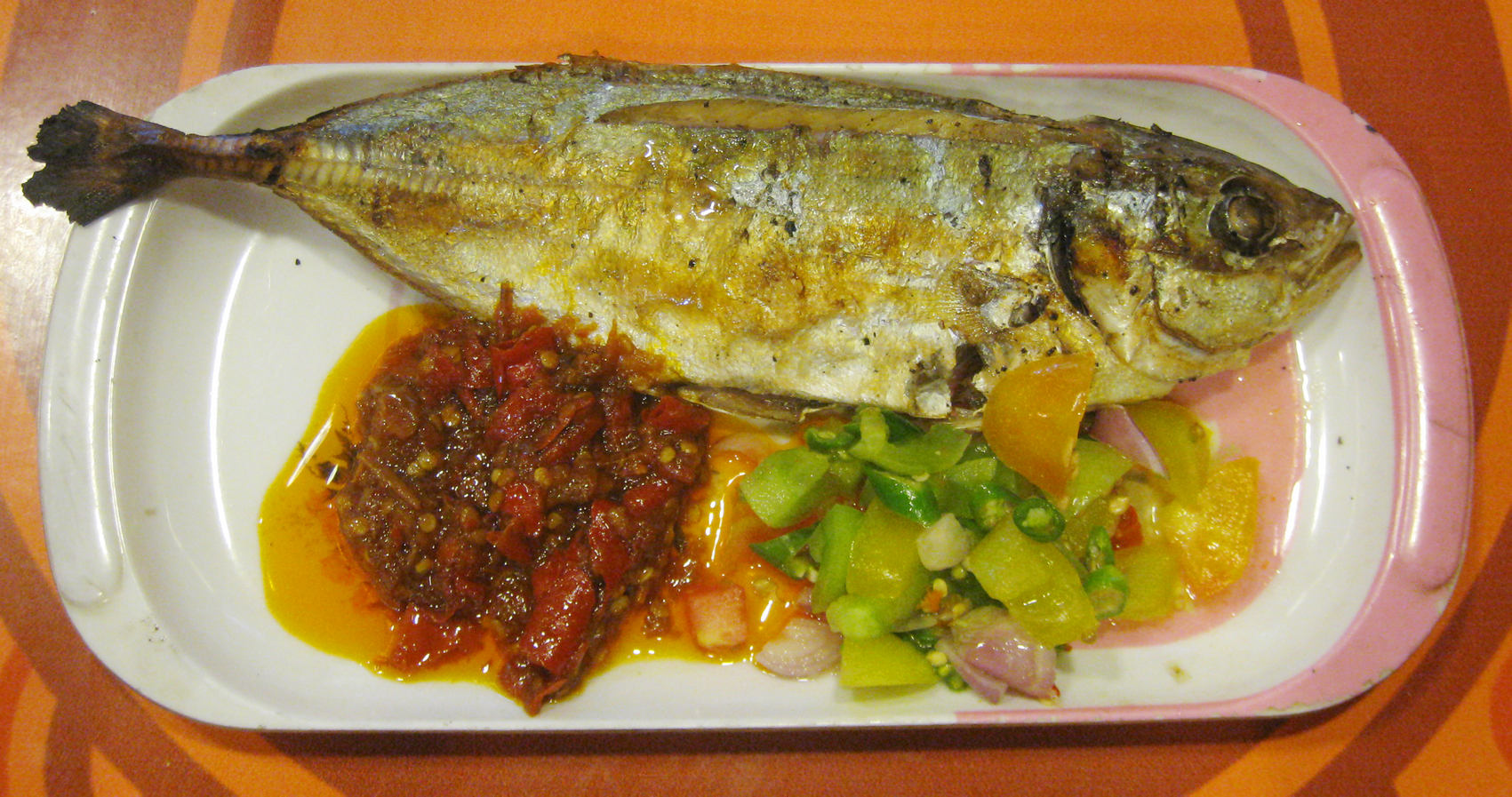
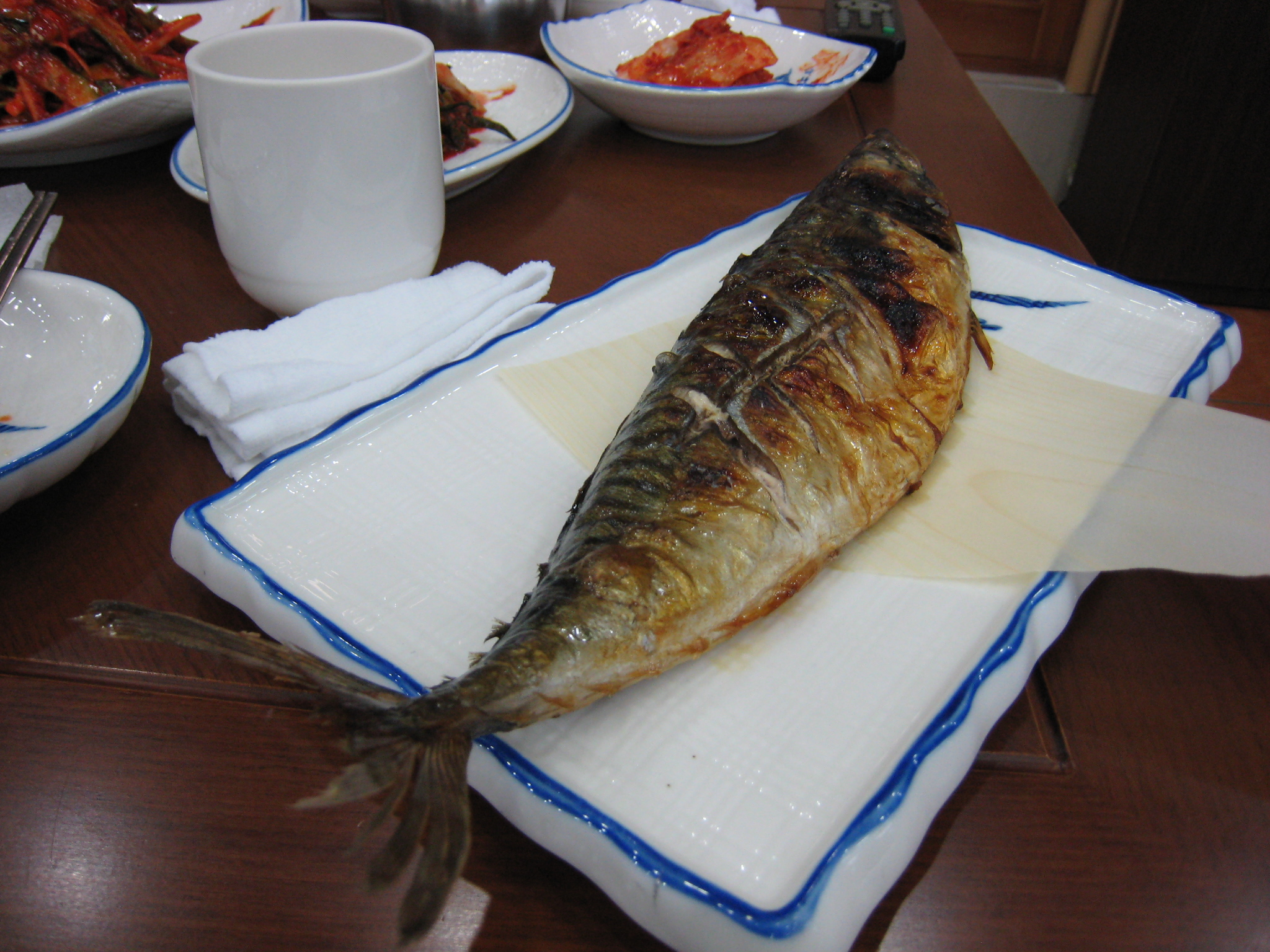
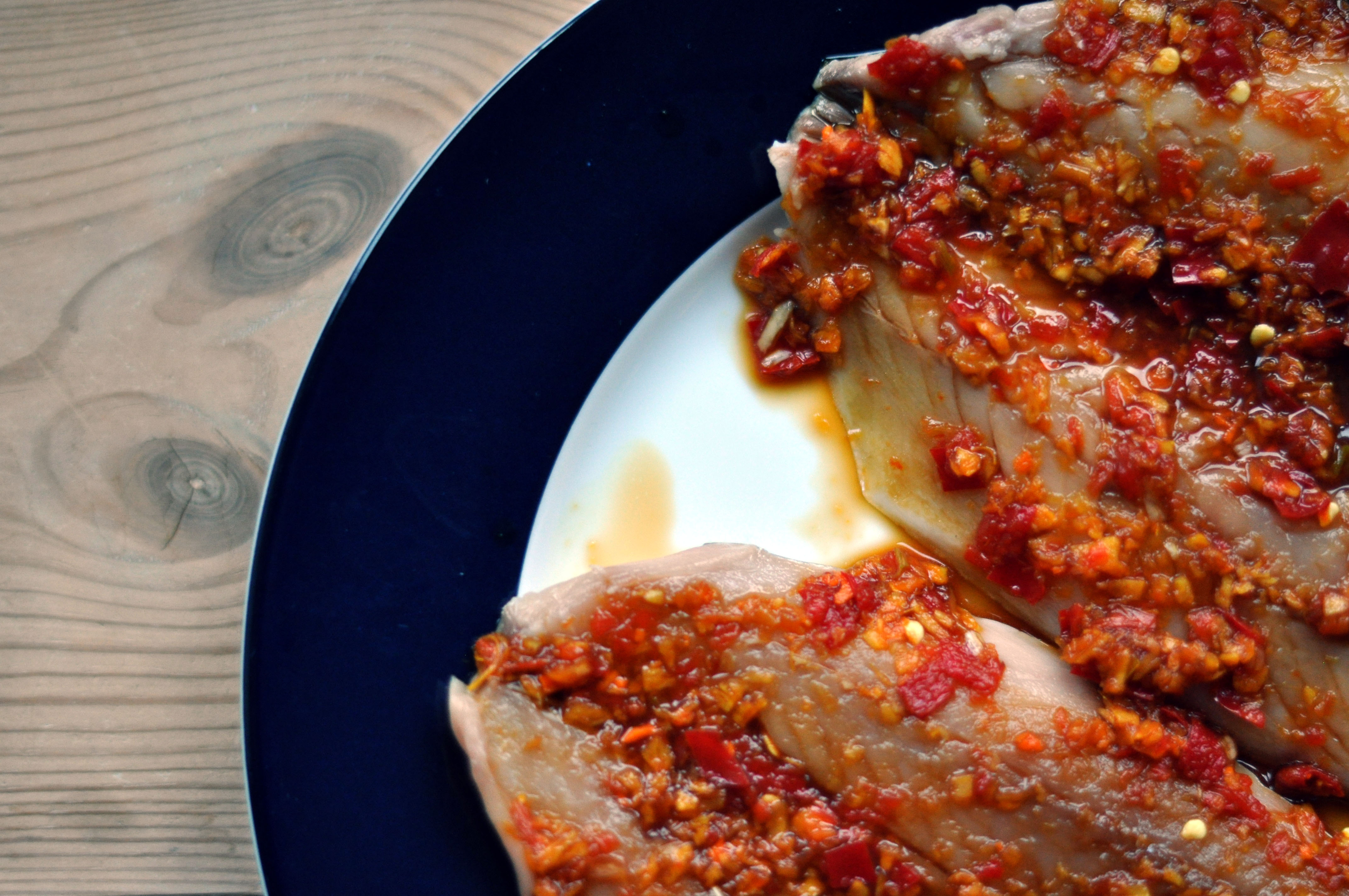
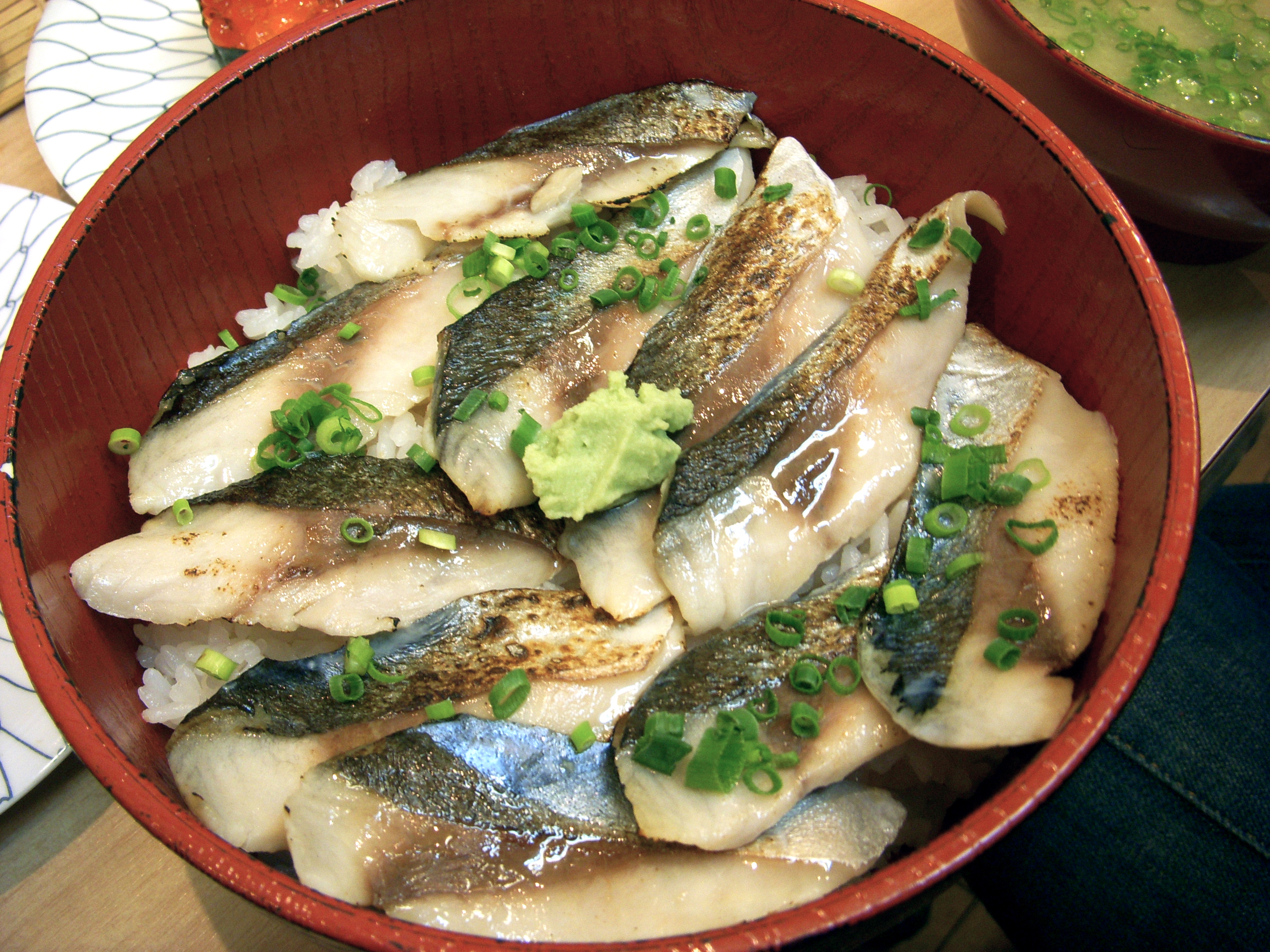
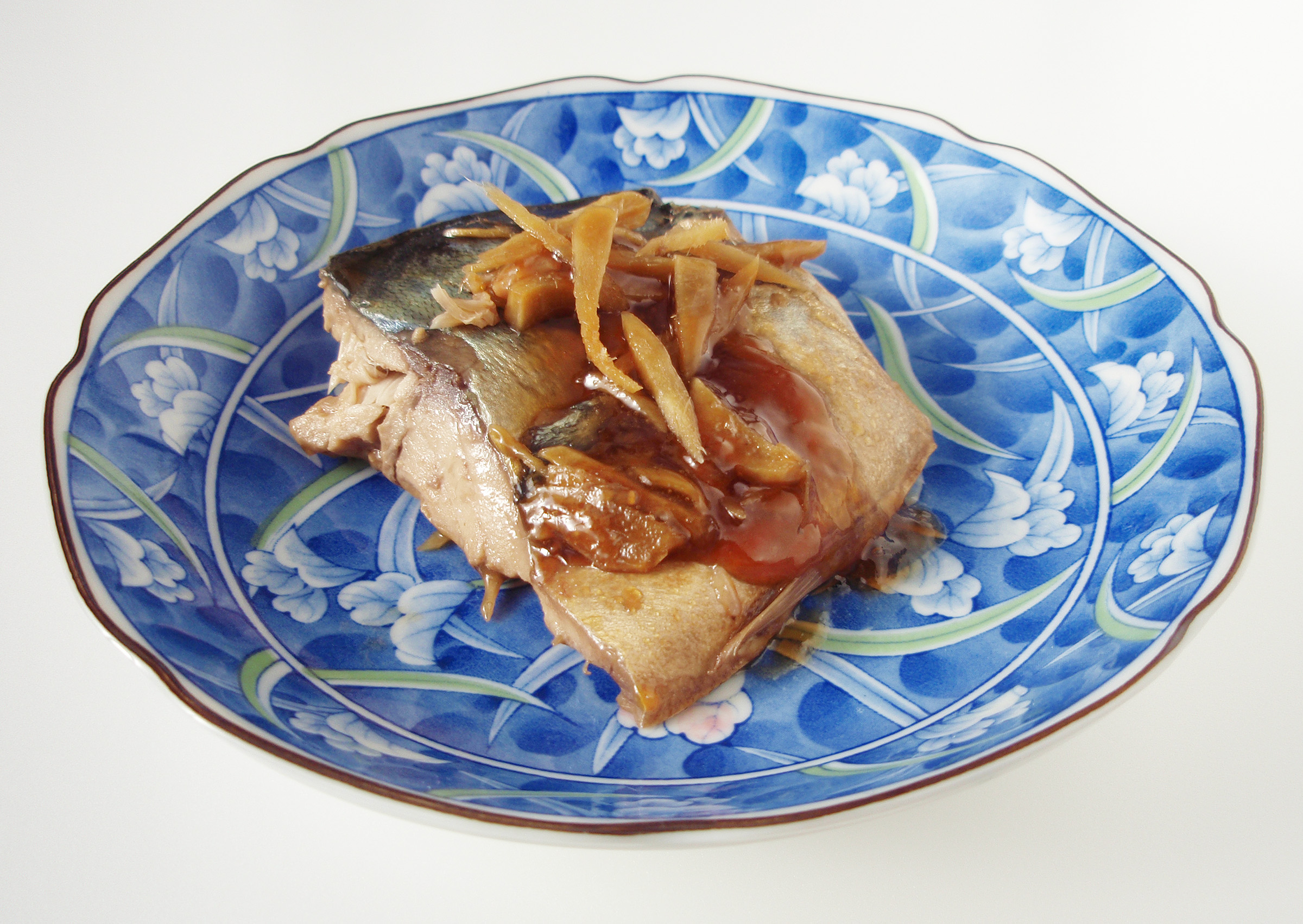
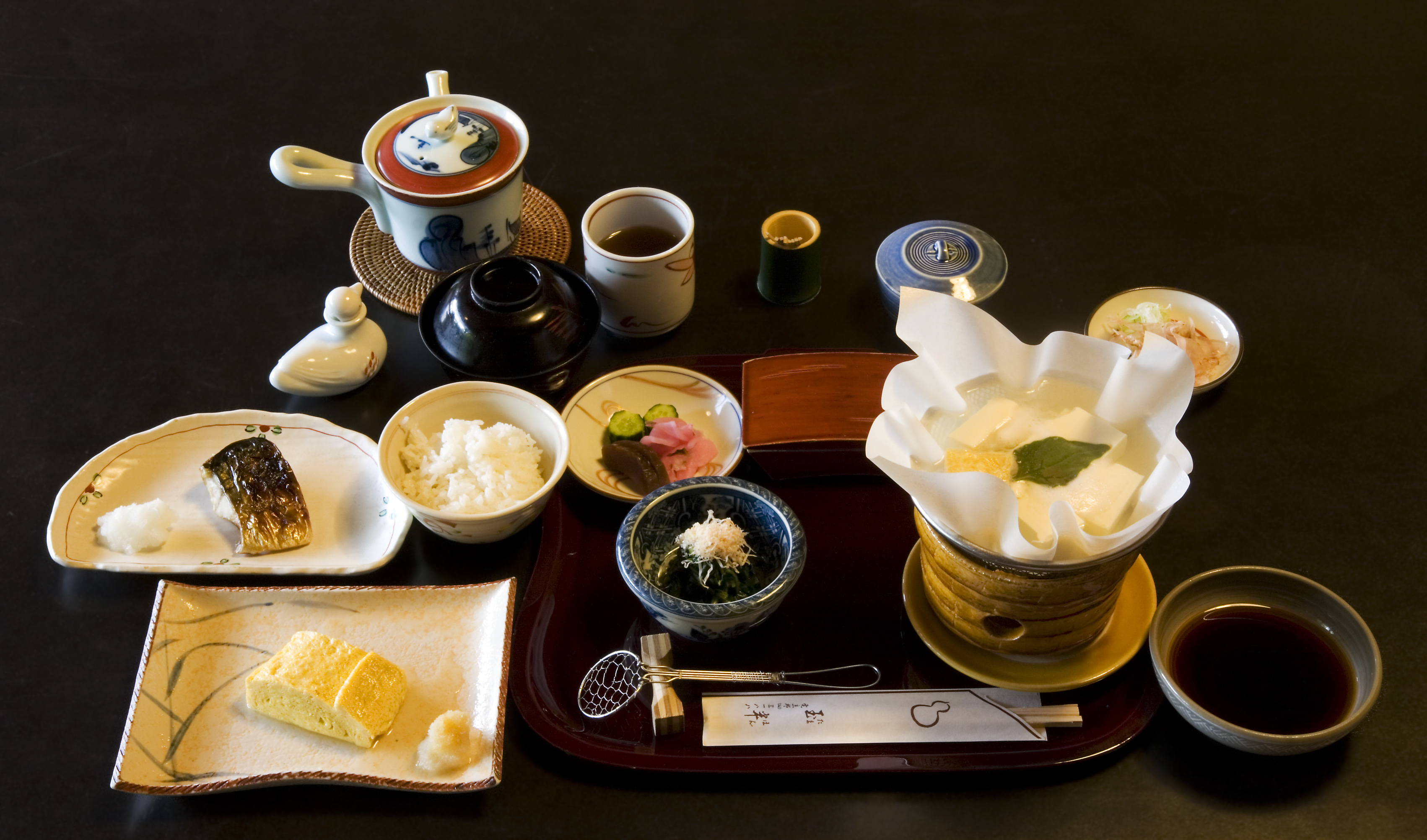
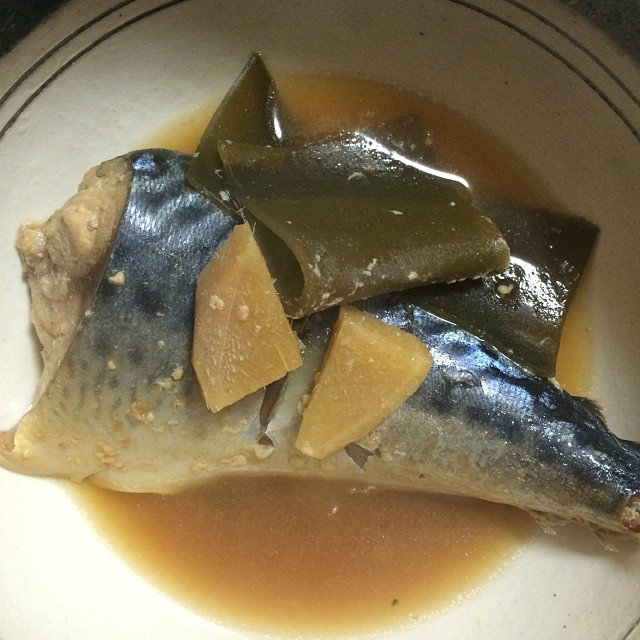
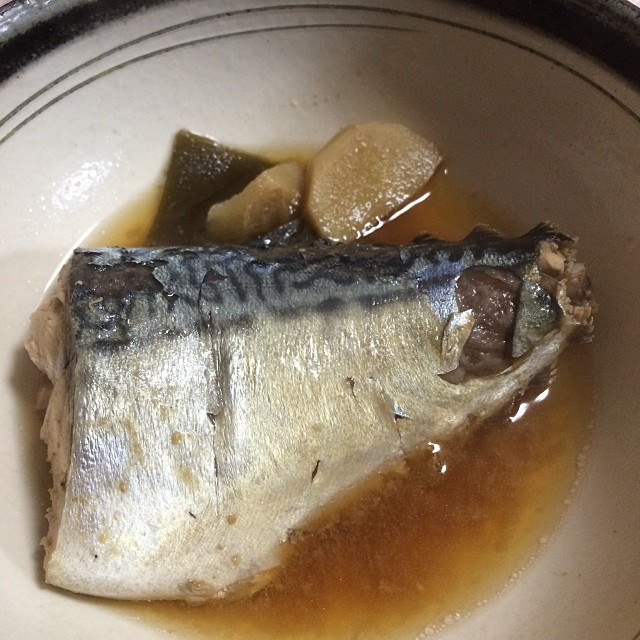
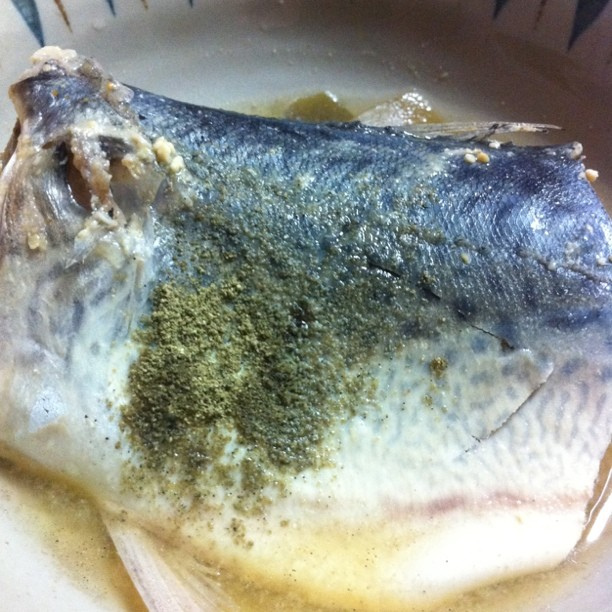
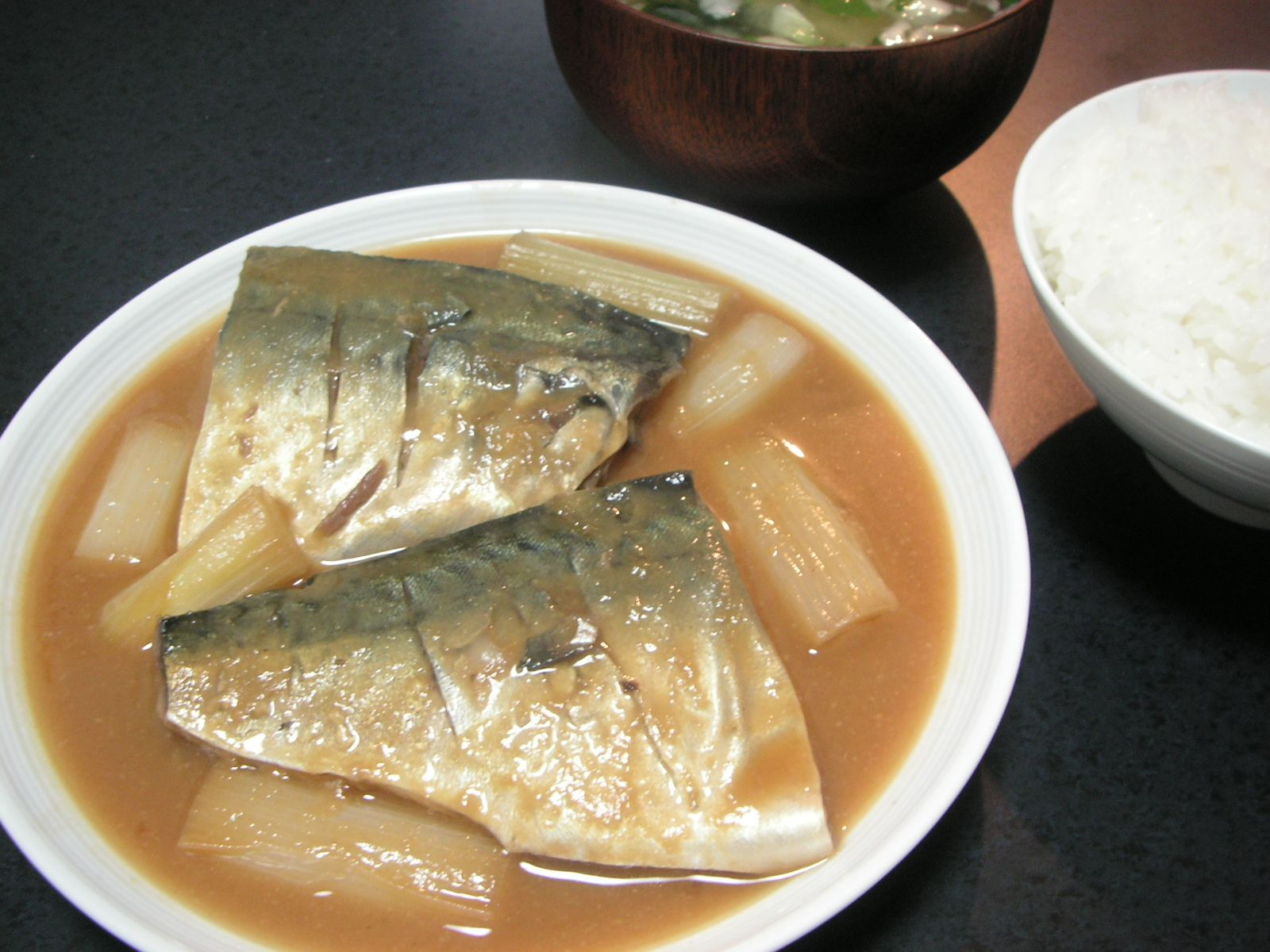
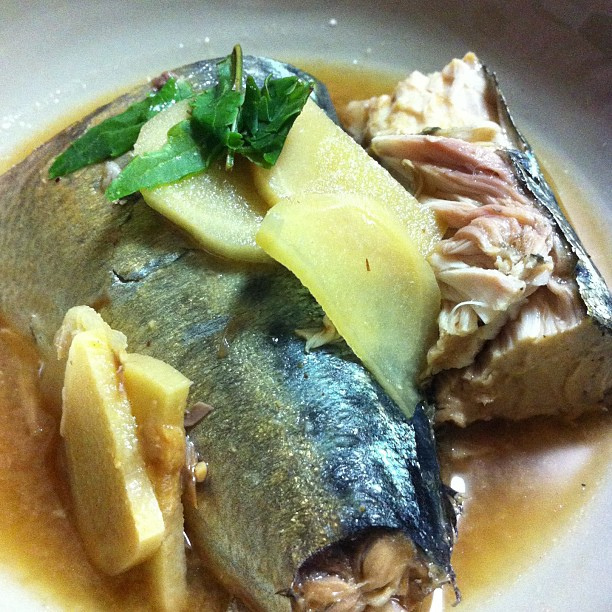
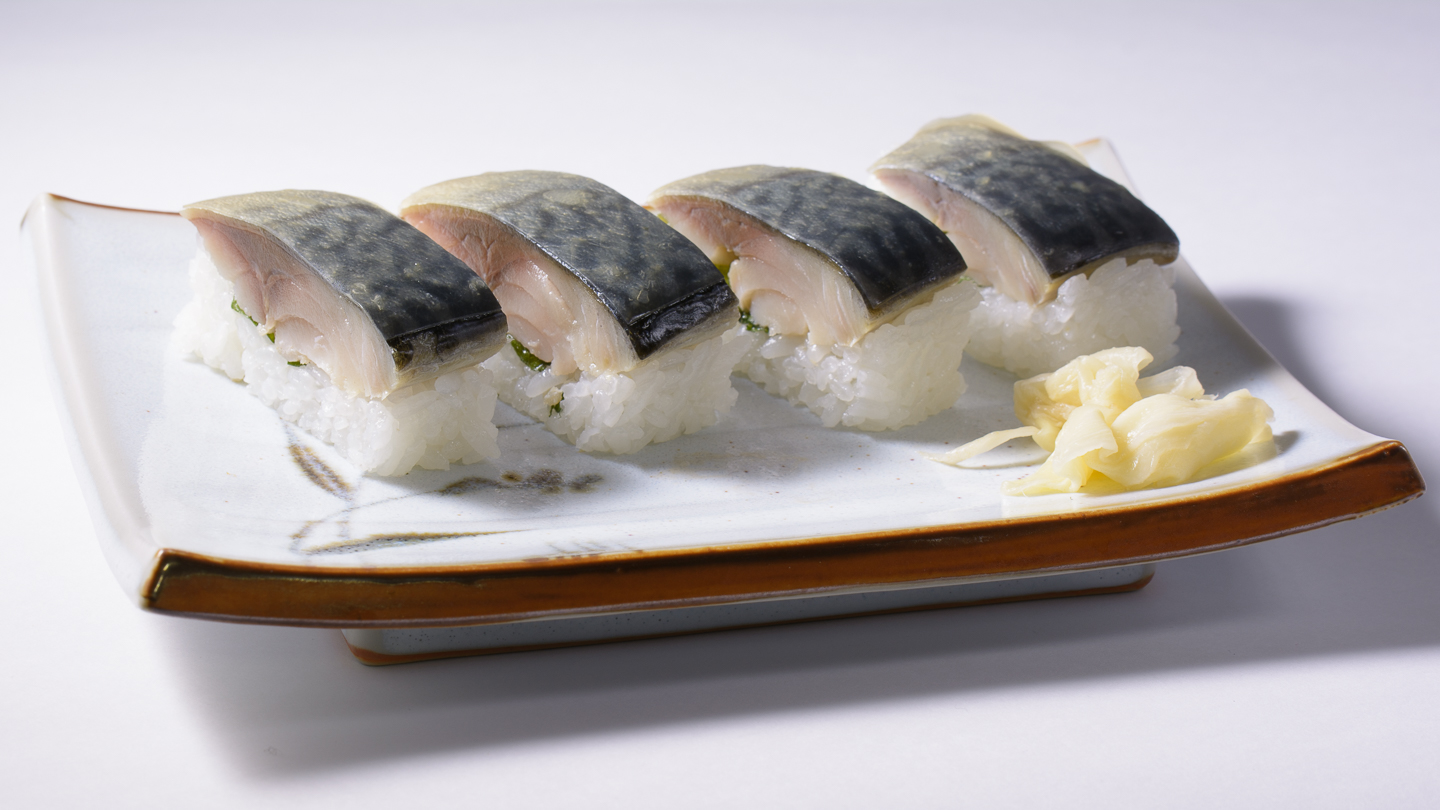
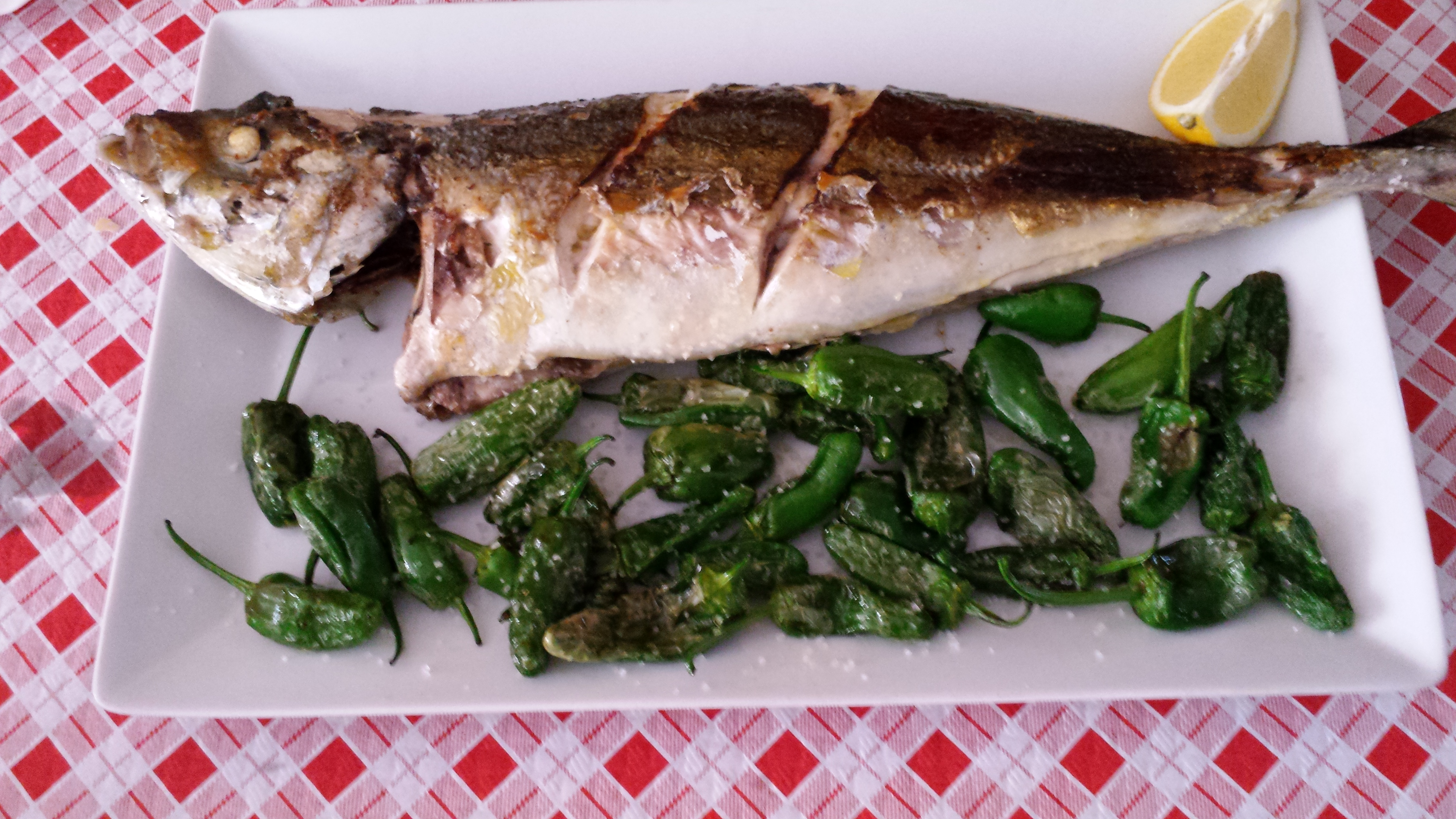
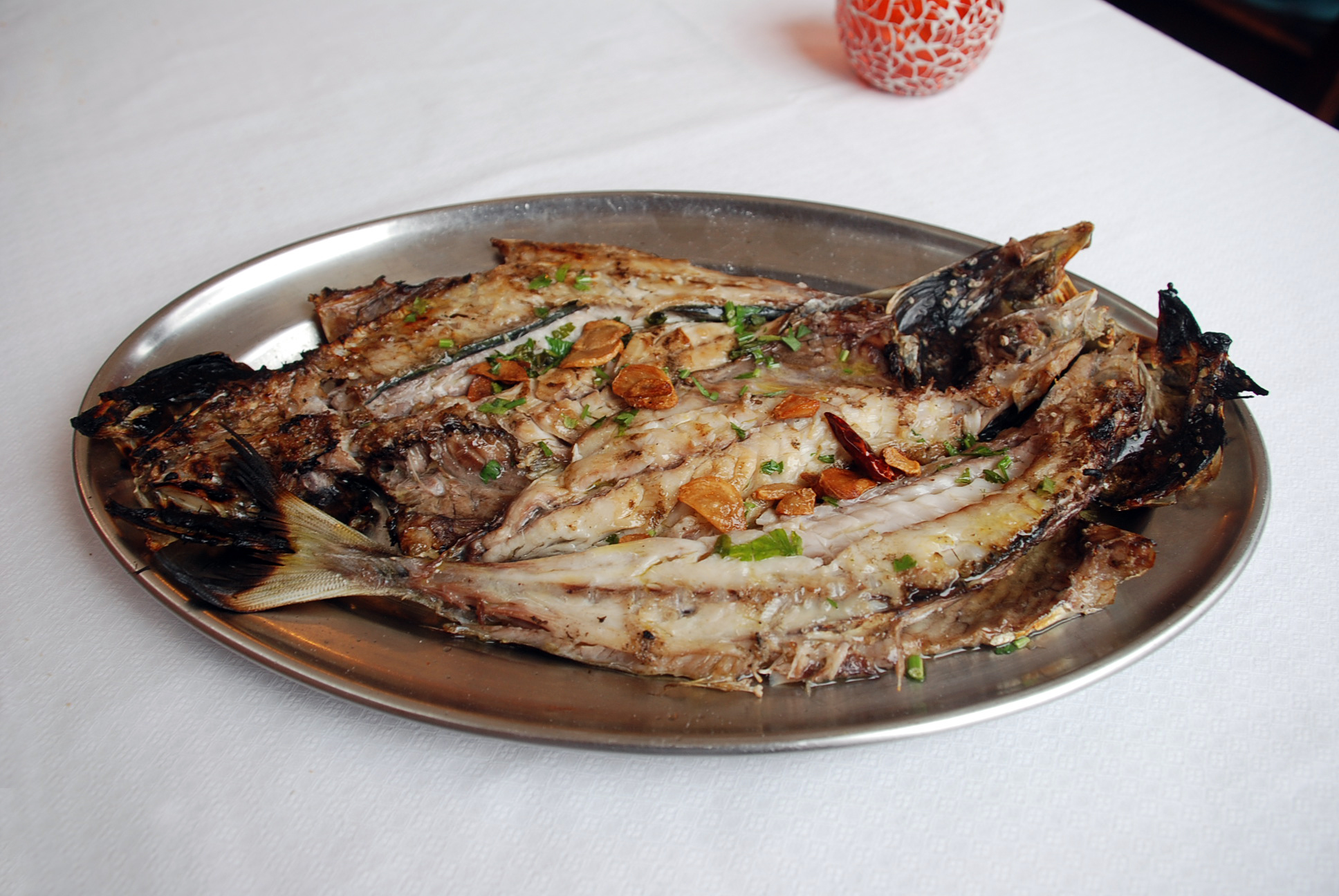
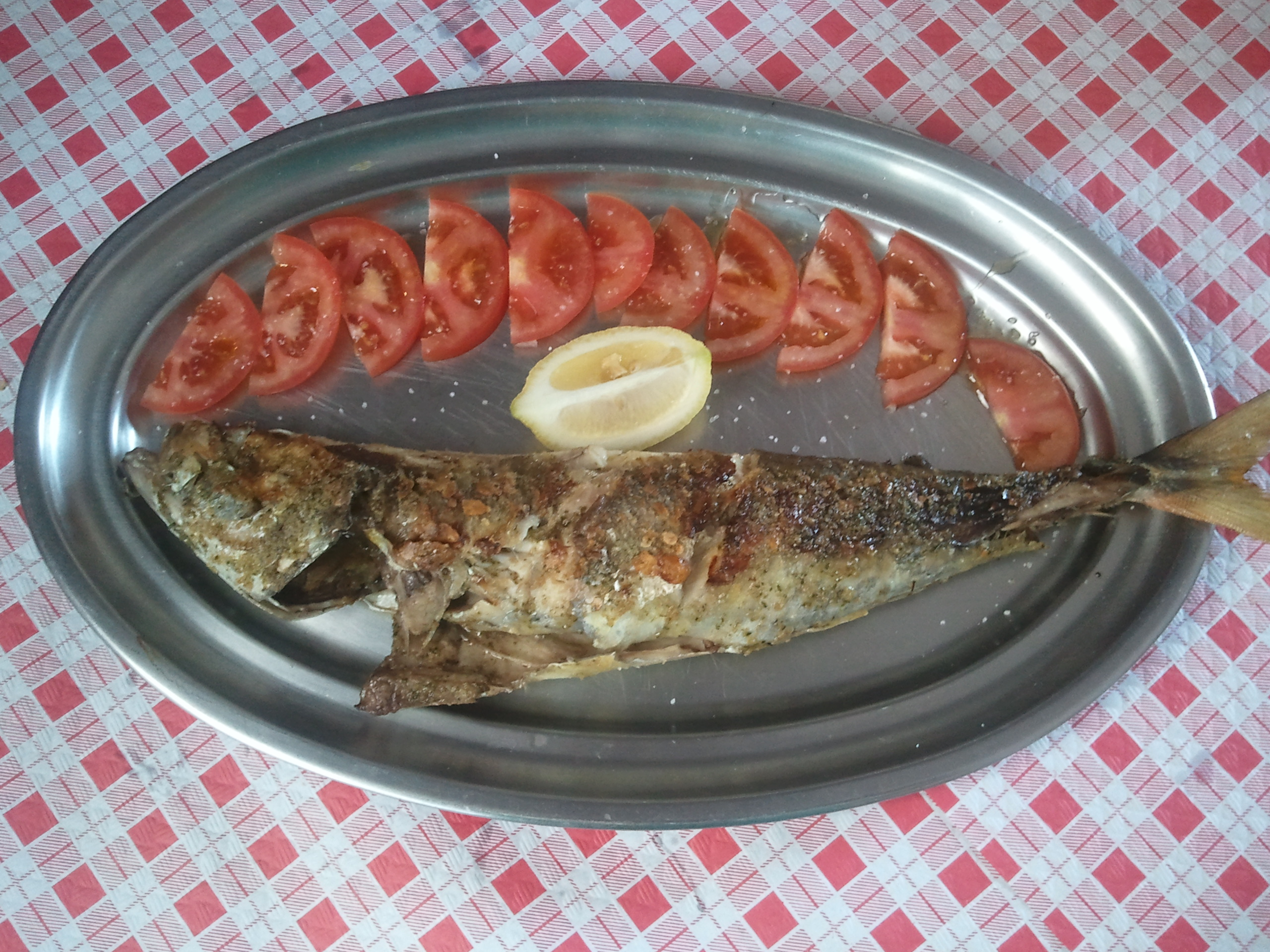
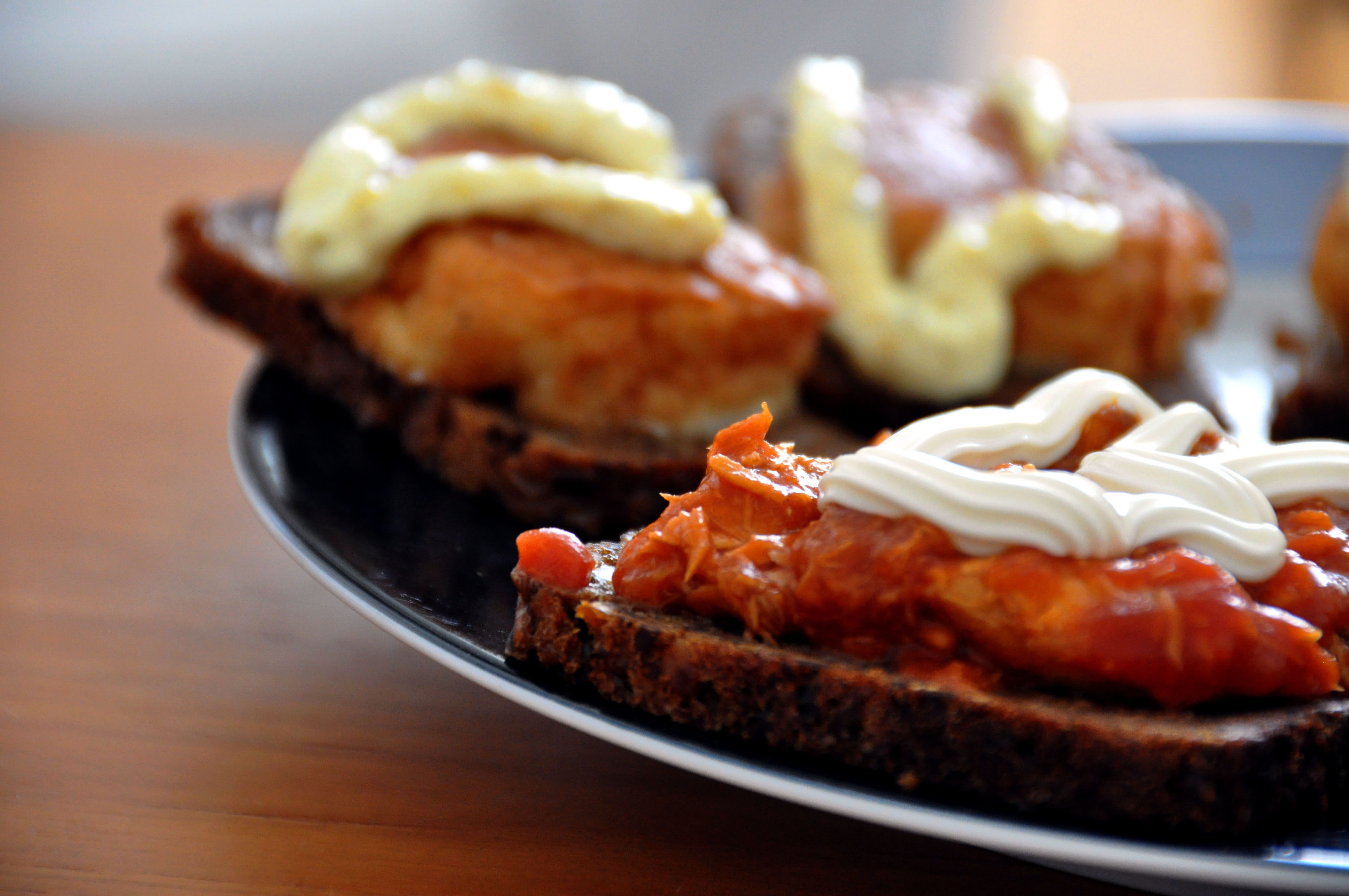
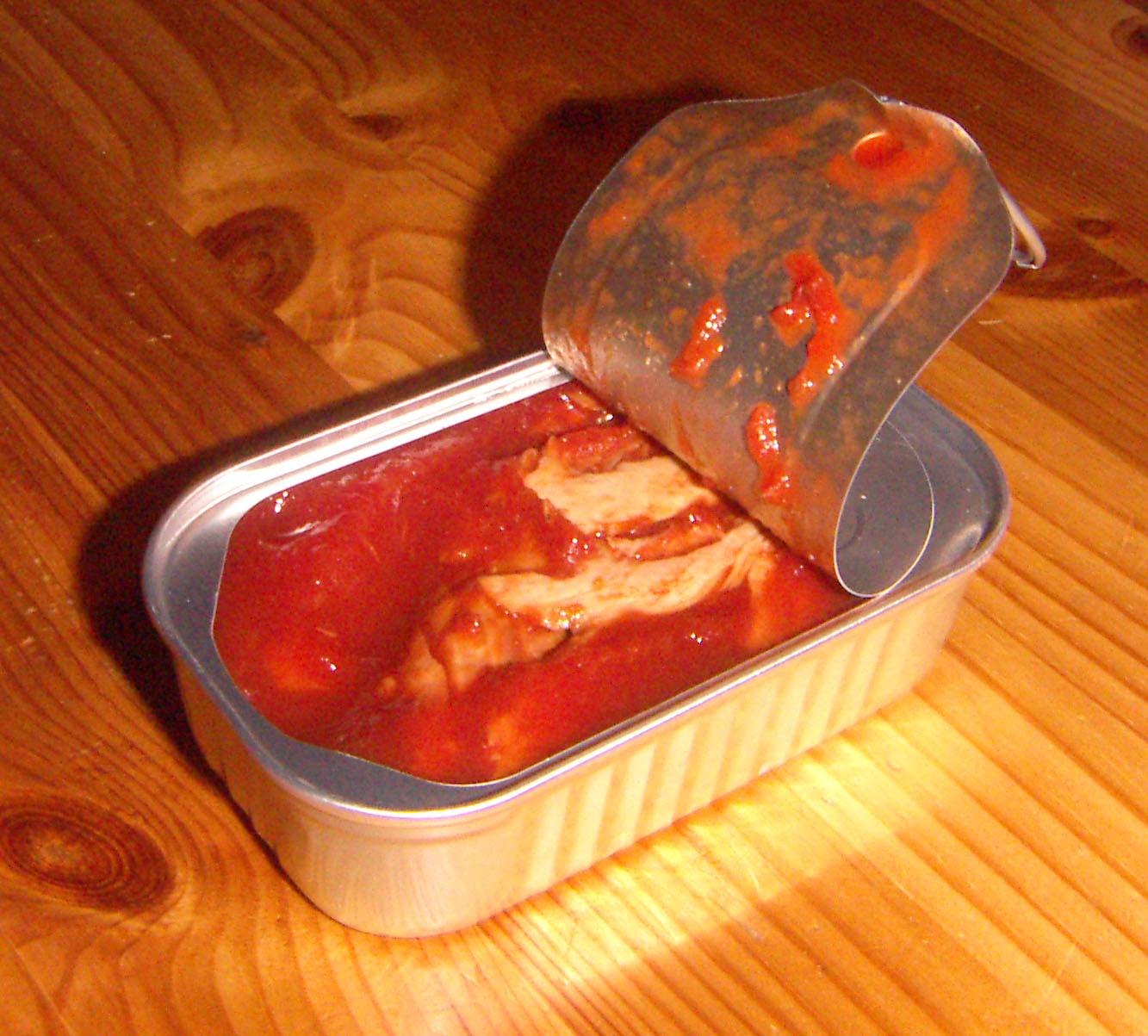
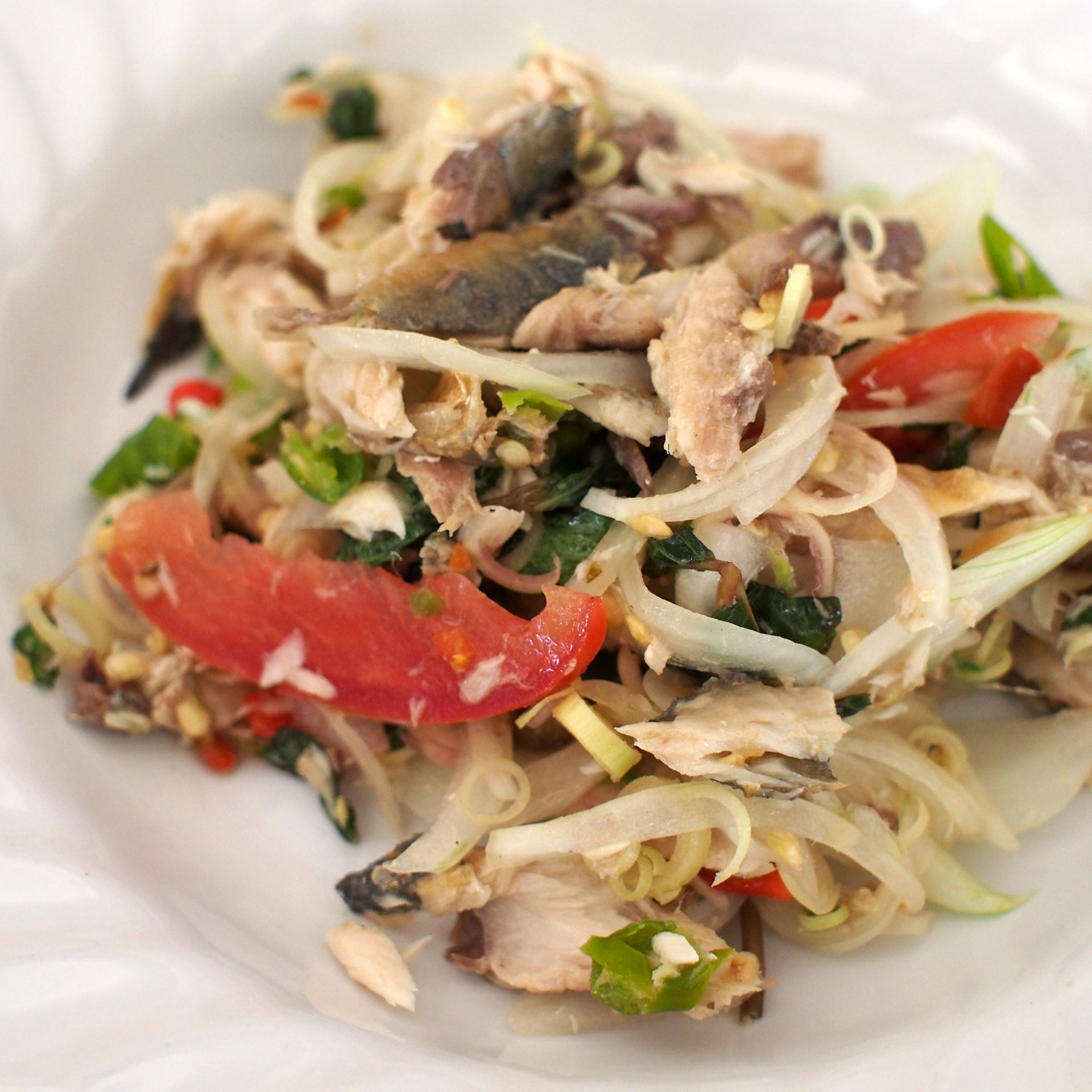
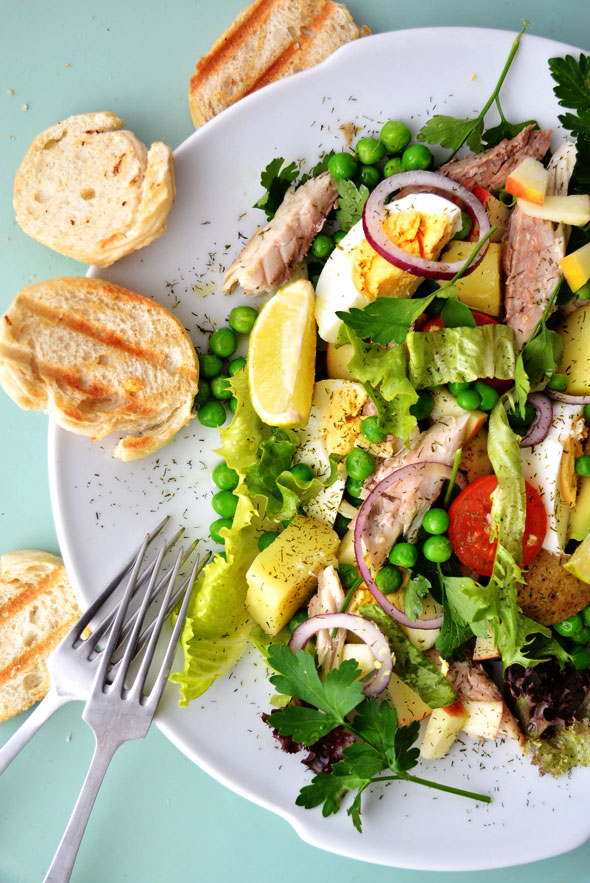
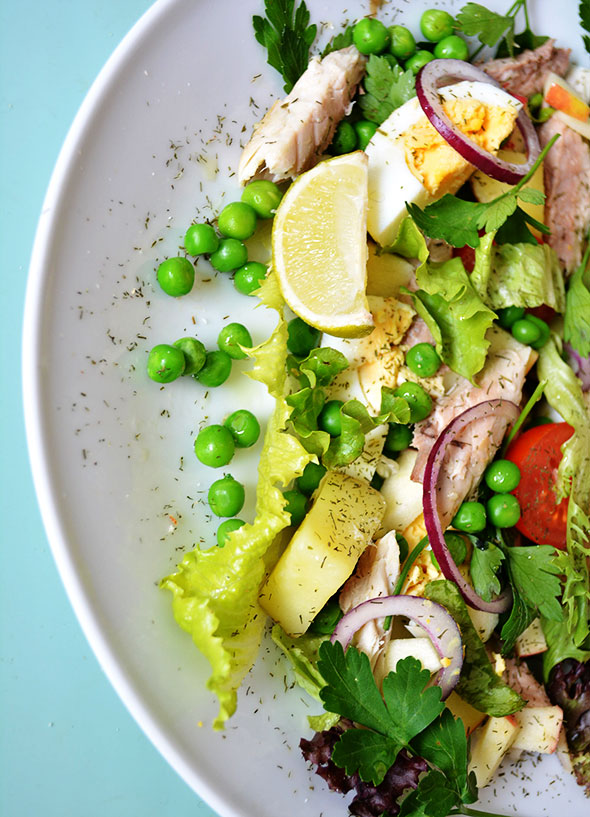
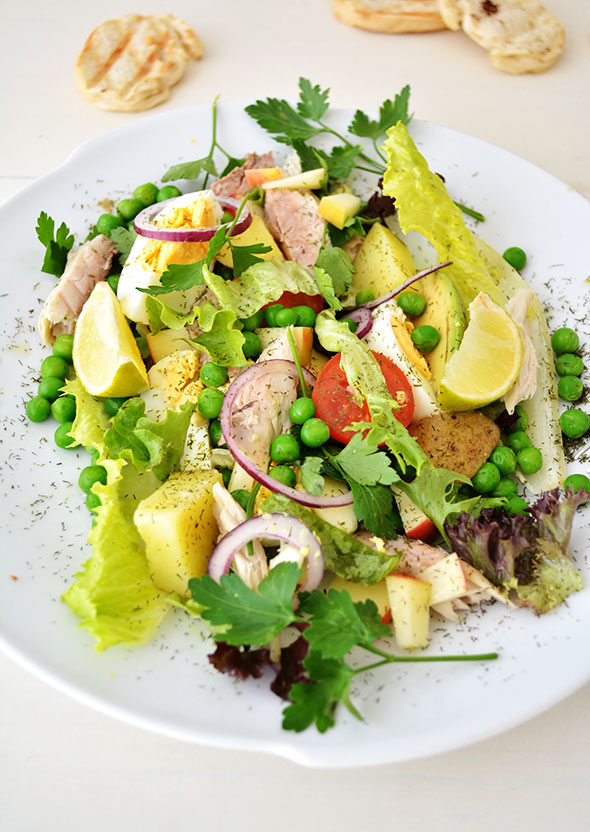
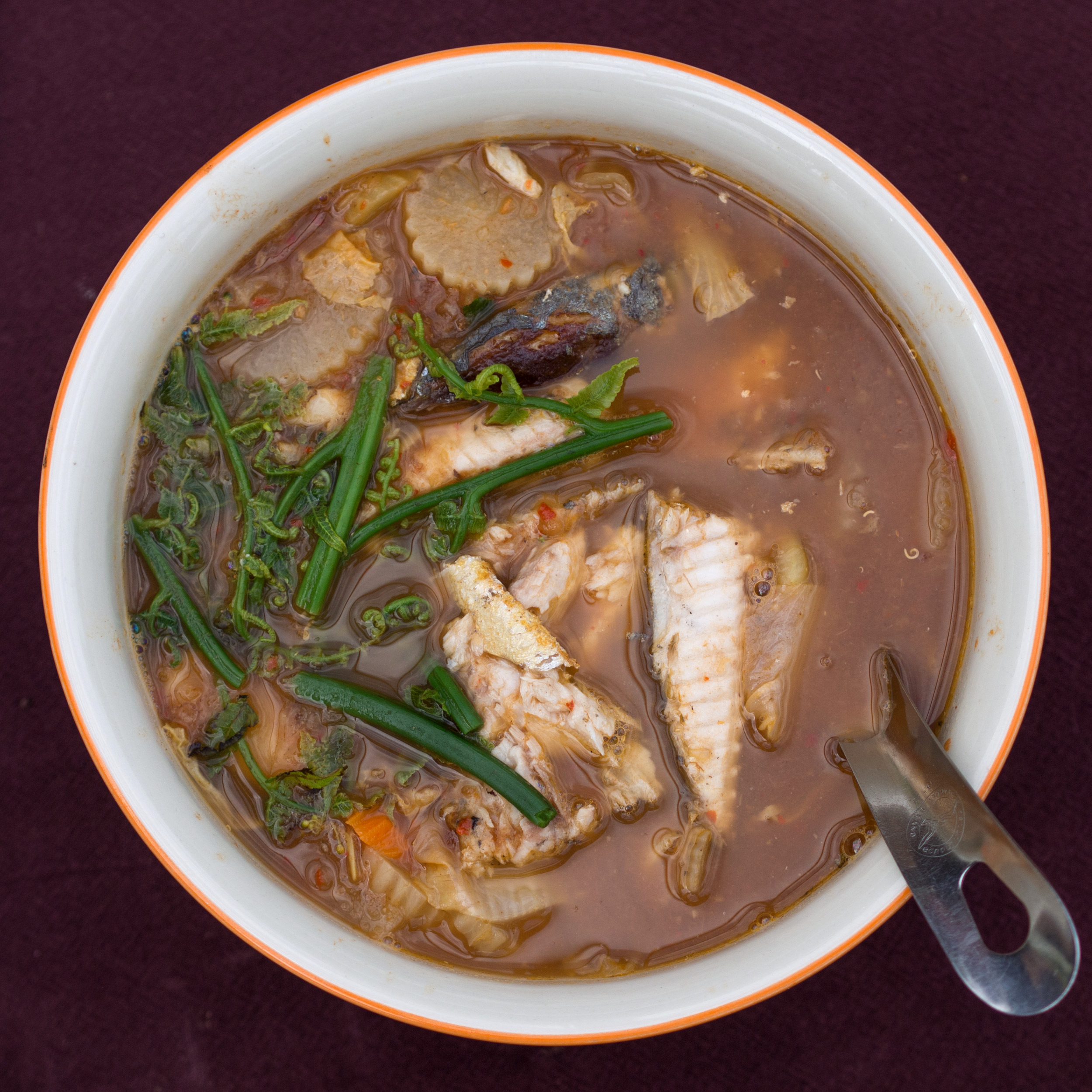
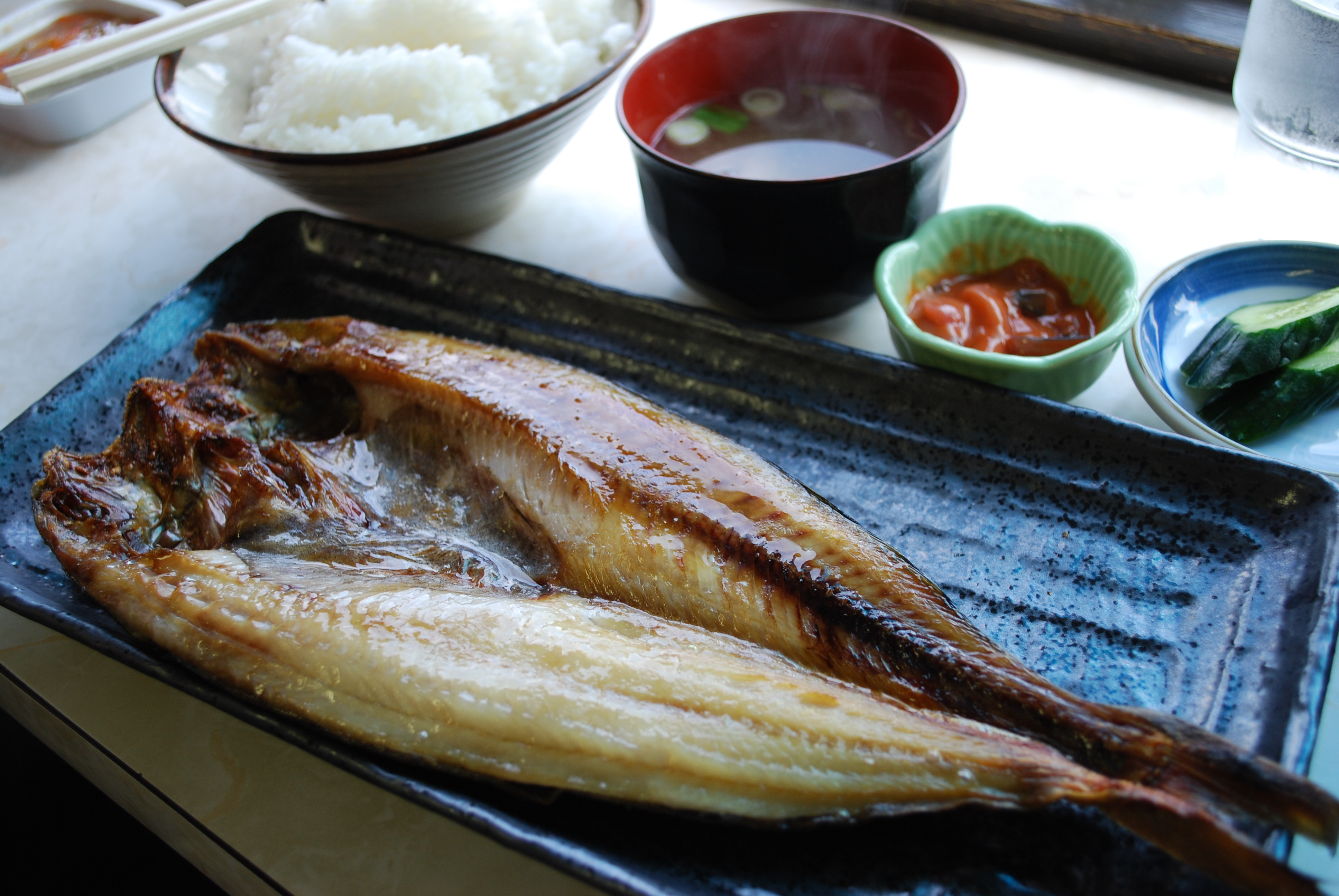
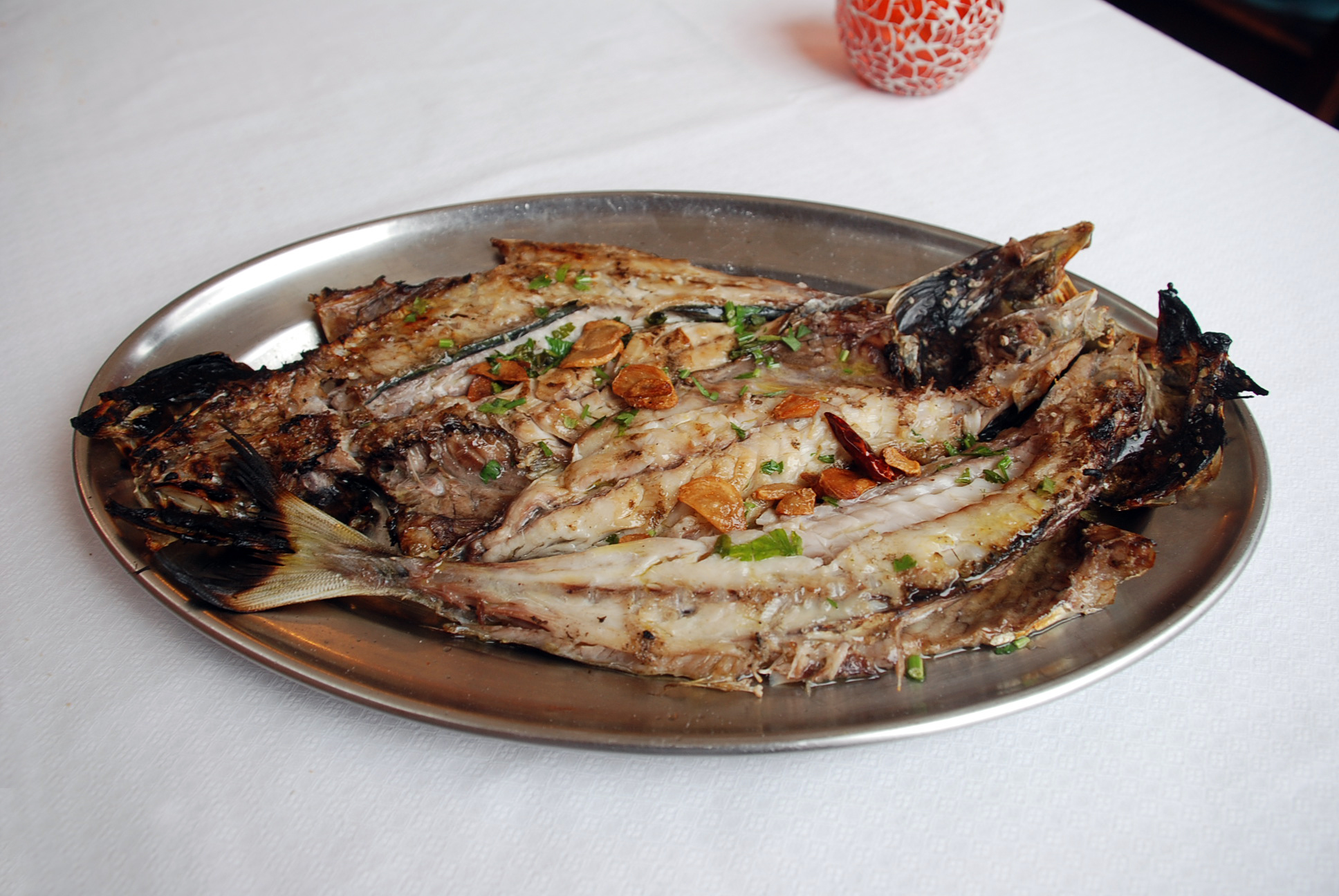